# جورج إم. وايت
جورج إم. وايت (بالإنجليزية: George M. White) هو مهندس معماري أمريكي، ولد في 1 نوفمبر 1920 في كليفلاند في الولايات المتحدة، وتوفي في 17 يونيو 2011 في بيثيسدا في الولايات المتحدة.